# Cyril Barthe
Cyril Barthe, nascido a 14 de fevereiro de 1996 em Sauveterre-de-Béarn, é um ciclista francês. Destacou como amador ganhando duas etapas da Volta a Portugal do Futuro. Estreiou com a equipa Euskadi Basque Country-Murias sendo stagiare em 2017 passando a profissionais na temporada 2018 na mesma equipa.

## Palmarés
2018
- 1 etapa do Troféu Joaquim Agostinho[4]

## Equipas
- Euskadi Basque Country-Murias (2018-)

## Resultados nas Grandes Voltas
| Carreira        | 2018 | 2019 |
| --------------- | ---- | ---- |
| Giro d'Italia   | -    | -    |
| Tour de France  | -    | -    |
| Volta a Espanha | -    |      |

-: não participa 

Ab.: abandono 